# Psychotria sarmentosa
Psychotria sarmentosa är en måreväxtart som beskrevs av Carl Ludwig von Blume. Psychotria sarmentosa ingår i släktet Psychotria och familjen måreväxter.

## Underarter
Arten delas in i följande underarter:
- P. s. membranacea
- P. s. sarmentosa